# 俄亥俄州商业部
俄亥俄州商业部（英語：Ohio Department of Commerce）是俄亥俄州政府下属的一个行政部门。该部门负责监管银行业、储蓄机构、信用社、抵押放贷业、消费者金融服务业、房地产、有线电视等行业。 商业部下设有The Division of Liquor Control和Division of the State Fire Marshal。